# Roland Kern
Roland Kern (* 3. November 1947 in Urberach) ist ein hessischer Politiker (Die Grünen) und ehemaliger Vizepräsident des Hessischen Landtags.

## Ausbildung und Beruf
Roland Kern leistete nach dem Abitur 1967 bis 1968 Wehrdienst und ließ sich 1969 als Kriegsdienstverweigerer anerkennen. Das anschließende Studium der Rechtswissenschaften schloss er 1974 mit dem ersten und 1976 mit dem zweiten Staatsexamen ab und arbeitete später als Rechtsanwalt.

## Politik
Roland Kern war 1981 Gründer der Anderen Liste Rödermark, für die er 1981 und 1982 Gemeindevertreter in Rödermark war. Bei der Landtagswahl in Hessen 1982 wurden erstmals Vertreter der Grünen, darunter Roland Kern, in den Landtag gewählt. Roland Kern wurde Vizepräsident des Landtags. Der Versuch von Holger Börner, mittels Minderheitsregierung zu regieren („Hessische Verhältnisse“), scheiterte nach wenigen Monaten. Bei der vorgezogenen Landtagswahl in Hessen 1983 wurde Kern erneut gewählt und als Vizepräsident des Landtags bestätigt. Kern hatte jeweils im Wahlkreis Offenbach Land III kandidiert, war aber über Landesliste der Grünen gewählt worden. Aufgrund des bei den Grünen damals praktizierten Rotationsprinzips musste er am 19. April 1985 sein Mandat aufgeben.
Nach seinem Ausscheiden aus dem Landtag war Kern weiter kommunalpolitisch tätig. 2005 wurde er in der Stichwahl zum Bürgermeister von Rödermark gewählt und 2011 mit 59,1 % im Amt bestätigt. 2017 erhielt er in der Stichwahl 51,3 % der Stimmen und ging damit in seine, auf 25 Monate verkürzte, dritte Amtszeit, die am 30. Juni 2019 endete.